# Julien Bontemps
Julien Bontemps (Épinal, 1 juni 1979) is een Franse windsurfer. Hij won zilver tijdens de Olympische Spelen van 2008.
Bontemps behaalde zijn eerste grote overwinning in 2001, toen hij het Europees kampioenschap Mistral won. Hij won het EK opnieuw in 2003, terwijl hij in 1999, 2004, 2008 en 2009 het zilver pakte.
In 2002 won Bontemps brons op het wereldkampioenschap windsurfen. Twee jaar later pakte hij de overwinning, iets wat hij in 2012 en 2014 herhaalde op de RS:X-zeilplank. 
Bontemps heeft driemaal deelgenomen aan de Olympische Spelen. Zijn debuut was op de Spelen van 2004 in Athene. Hij eindigde als negende in de Mistral-klasse. Vier jaar later won hij het zilver op de Spelen van 2008 in Peking. In 2012 in Londen was een vijfde plaats het resultaat.
Bontemps is getrouwd met de Bulgaarse windsurfster Irina Konstantinova.

## Palmares
- 1999 - EK,
- 2001 - EK,
- 2002 - WK,
- 2003 - EK,
- 2004 - OS, 9e
- 2004 - WK,
- 2004 - EK,
- 2008 - OS,
- 2008 - EK,
- 2009 - EK,
- 2012 - OS, 5e
- 2012 - WK,
- 2014 - WK,